# Коч (екіпаж)

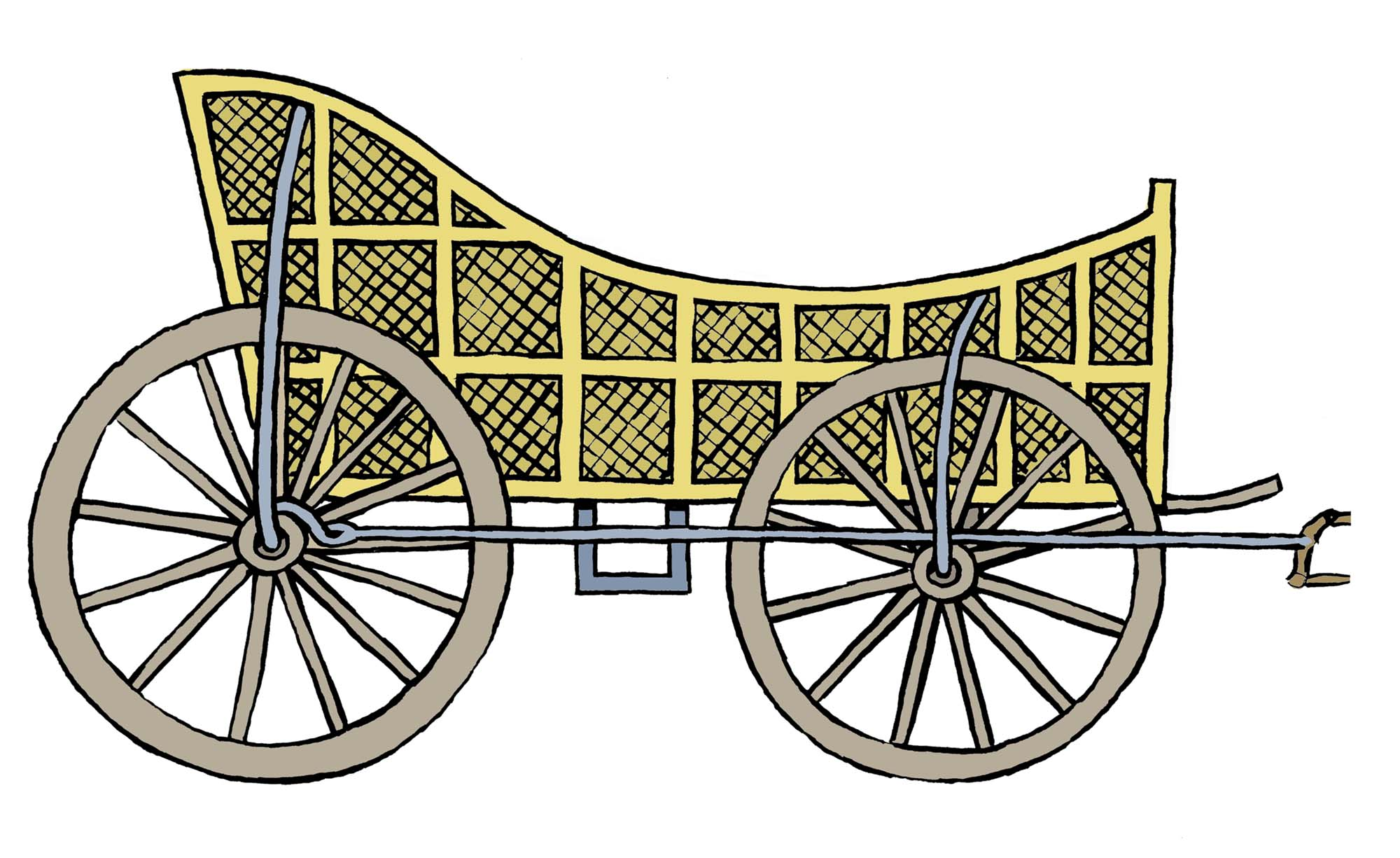
Візок з Коча за гравюрою 1568 року

Коч (через пол. kocz від угор. kocsi) — вид старовинного екіпажа. У СУМ-11 і в Словарі української мови Б. Д. Грінченка це слово тлумачиться як «різновид коляски, фаетона». Кочі відомі з XVI століття і вважаються першими екіпажами, спорядженими ресорами. Батьківщиною кочів є Угорщина, з місцем походження пов'язана і їхня назва: візництвом на таких екіпажах у XV—XVI століттях на ділянці між Будою та Пештом і Віднем займалися мешканці поселення Коч; назва виникла внаслідок скорочення угор. kocsi szeker («кочський візок»). З угорської мови слово проникло до багатьох мов Європи: від нього походять нім. Kutsche, ісп., порт. і фр. coche, англ. coach та ін. Окрім того, від Kutsche утворене слово «кучер».
Кузов перших кочів був плетеним з вербового пруття, з дерев'яною основою. Підвіска первісно влаштовувалася таким чином: на кожній осі ближче до коліс встановлювалися дві стійки з кільцями, до кілець стійок на ланцюгах чи шкіряних ременях підвішувався за кути кузов. Центри передньої і задньої осей з'єднувалися балкою-підтокою. Над кузовом влаштовувався куполоподібний дах, часто підтримуваний стовпцями, дверець не було. Коч міг умістити 6-8 осіб, упрягали в нього, залежно від регіону і наявних потреб, від 2 до 6 коней. Кочі багатих людей пишно вбиралися різьбленням, позолотою, завісами і кутасами. В Україні кочі використовували заможні верстви населення (пор. Шевченкове: «Із коча пан мій вилізає І посила за молодим…»).